# Арнулфинги (династия)
Арнулфингите (Arnulfiens, Arnulfinger) са знатна франкска фамилия.
Произлизат от Арнулф от Мец, епископ на Мец. Те са заедно с Пипинидите династична линия, която води към Каролингите. Могъщността на Арнулфингите започва чрез брака на Анзегизел (син на Арнулф от Мец) с Бега (дъщеря на Пипин Ланденски или Пипин Стари).
Арнулф и Пипин са водещи аристократи от Австразия, които се възпротивяват против кралица Брунхилда.

## Генеалогия
Арнулфингите са прародители от 800 г. на Каролингите, което се вижда от издадения в Мец генеалогичен (200 години назад) списък от Карл Велики.
1. Арнулф от Мец, * 582; † 18 юли 640; 614/629 епископ на Мец, Светия, ∞ NN
  1. Хлодулф, * 610; † 8 юни 697, епископ на Мец 660
    1. Аунулф, † 670

  2. Анзегизел, 662; † убит пр. 679; ∞ Бега, † 692, дъщеря на Пипин Ланденски
    1. Пипин Ерсталски, † 16 ноември 714 в Jupille до Лиеж, 680 херцог, 688 майордом на Австразия, ∞ I 670/675 Плектруда; ∞ II Алпаида
      1. (I) Дрого, † 708, херцог на Шампания, Бургундия; ∞ сл. 688 Anstrudis, дъщеря на Варато (майордом на Неустрия) и Ансфлед, вдовица на Берхар (майордом на Неустрия)
        1. Арнулф, * 700; † 723, херцог 715
        2. Хуго от Руан, † 8 април 730 в Jumièges, 715 епископ на Руан, епископ на Париж епископ на Bayeux
        3. Пипин, 715
        4. Готфрид, 715

      2. (I) Гримоалд Млади, † убит април 714; 700 майордом в Неустрия и Бургундия; ∞ Теудезинда, дъщеря на краля на Фризия Радбод
        1. Теодоалд † 741; майордом 714/715

      3. (II) Карл Мартел, † 22 октомври 741; майордом 717 в Австразия, 718 майордом на Кралството на франките; ∞ I Ротруда, † 725; ∞ II Сванхилда, † 743; Виж : Списък на Каролингите
      4. (II или III) Хилдебранд, + 751, херцог на франките и граф в Бургундия